# Tamara Blažina
Tamara Blažina (San Dorligo della Valle, 16 gennaio 1952) è una politica italiana di lingua slovena.

## Biografia
Nata in una famiglia appartenente alla comunità nazionale slovena in Italia, frequentò il liceo classico in lingua slovena a Trieste e si iscrisse alla locale Facoltà di Giurisprudenza, di cui però non terminò gli studi. Si iscrisse al PCI appena diciottenne. Fu attiva in diverse associazioni della minoranza slovena. Nel 1981 divenne direttore dell'Istituto regionale sloveno per l'istruzione professionale.
Successivamente ha militato nel PDS, nei DS, di cui è stata anche membro dell'assemblea costituente. Trasferitasi a Sgonico, fu per diversi anni consigliere comunale, in seguito assessore e dal 1994 al 1999 sindaco dello stesso comune nel Carso triestino. Nel 2003 entra nel consiglio regionale della regione autonoma Friuli-Venezia Giulia attraverso il Listino del Presidente Riccardo Illy. 
Nel 2008 venne eletta senatrice nella lista del Partito Democratico. Nel 2013, viene eletta deputata per lo stesso partito. Conclude il proprio mandato parlamentare nel 2018.
È sposata e ha due figli.